# Złotka (roślina)

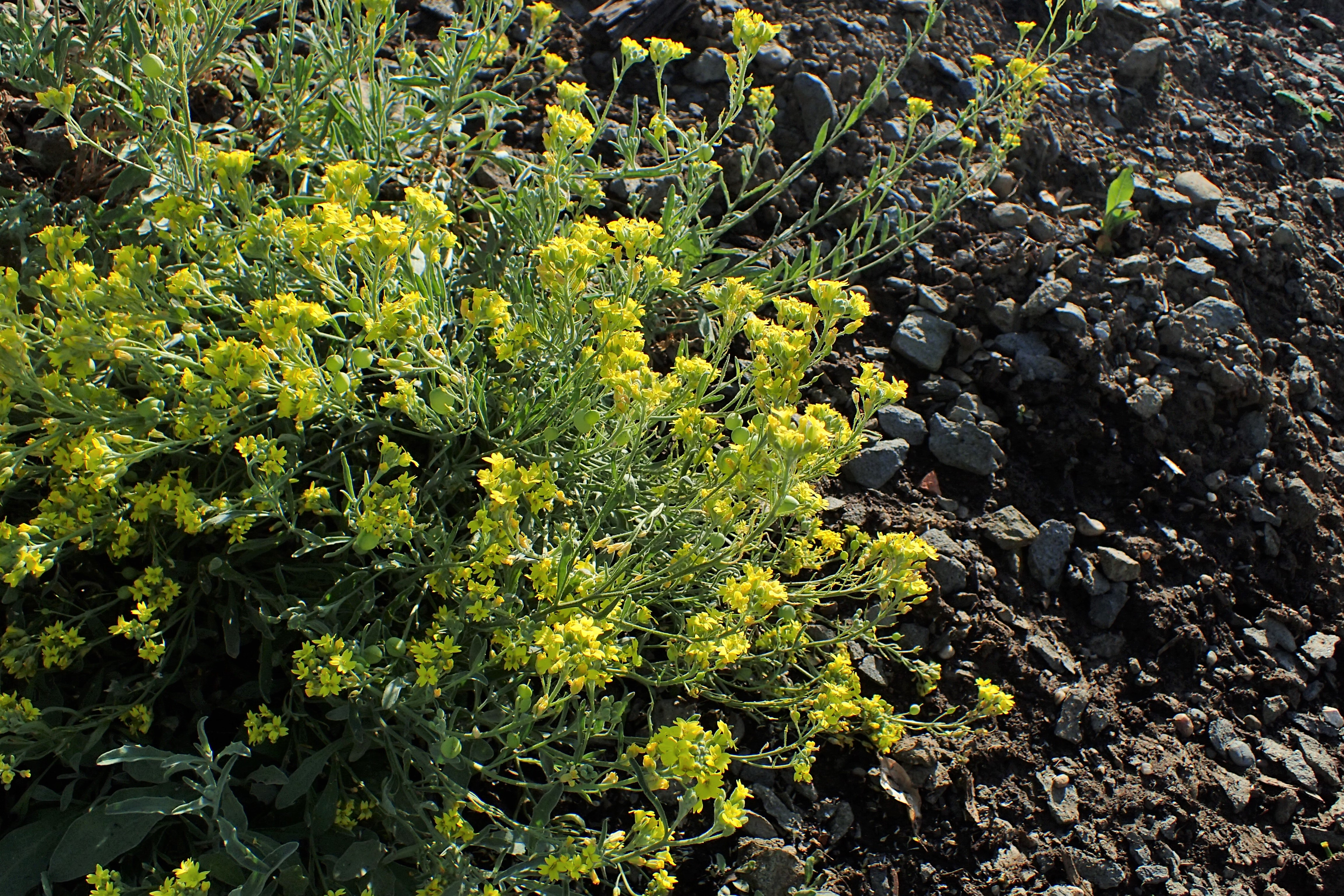
Aurinia sinuata

Złotka, aurinia (Aurinia Desv.) – rodzaj roślin z rodziny kapustowatych (Brassicaceae). Należy do niego 10 gatunków bylin. Rośliny te występują w środkowej i południowo-wschodniej Europie (9 gatunków) sięgając po rejon Kaukazu i południowo-zachodniej Azji. Uprawiane bywają w ogrodach skalnych, zwłaszcza smagliczka (złotka) skalna Aurinia saxatilis. Gatunek ten jest też jedynym przedstawicielem rodzaju we florze Polski.

## Morfologia
PokrójByliny, rośliny dwuletnie i półkrzewy drewniejące u nasady pędu. Rośliny owłosione, włoski gwiazdkowate (z 6 do 10 promieniami). Łodygi wzniesione lub pokładające się, zwykle rozgałęziające się w górnej części.
LiścieOdziomkowe i łodygowe. Liście odziomkowe w rozecie przyziemnej, ogonkowe, z ogonkiem wgłębionym, o blaszce pierzastowcinanej, lirowatej, o blaszce rozszerzającej się w górnej części liścia. Liście łodygowe także ogonkowe, ale o blaszce znacznie mniejszej, całobrzegiej lub ząbkowanej.
KwiatyZebrane w groniasty, wydłużający się podczas owocowania kwiatostan. Pąki kwiatowe kulistawe (w odróżnieniu od roślin z rodzaju smagliczka Alyssum). Działki kielicha cztery, rozpostarte, bez woreczkowatych rozszerzeń u nasady. Płatki korony także cztery, żółte. Płatki w górnej części zaokrąglone, w dolnej wyciągnięte w niezbyt wyraźny paznokieć. Pręcików 6, z czego cztery dłuższe. Z boku nitek bocznych pręcików znajdują się pojedyncze miodniki. Pylniki jajowate. Słupek trwały, ze znamieniem główkowatym. W zalążni z 10–40 zalążkami.
OwoceJajowate, elipsoidalne, do kulistawych, 4–8-nasienne łuszczynki.

## Systematyka
Rodzaj z plemienia Alysseae z rodziny kapustowatych Brassicaceae.
Wykaz gatunków
- Aurinia corymbosa Griseb.
- Aurinia cyclocarpa (Boiss.) Czerep.
- Aurinia gionae (Quézel & Contandr.) Greuter & Burdet
- Aurinia leucadea (Guss.) K.Koch
- Aurinia moreana Tzanoud. & Iatroú
- Aurinia petraea (Ard.) Schur
- Aurinia rupestris (Sweet) Cullen & T.R.Dudley
- Aurinia saxatilis (L.) Desv. – smagliczka skalna, złotka skalna
- Aurinia sinuata (L.) Griseb. – złotka powcinana
- Aurinia uechtritziana (Bornm.) Cullen & T.R.Dudley